# Lijst van Eerste Kamerleden 1926-1929
Lijst van Eerste Kamerleden 1926-1929 geeft een overzicht van de leden van de Nederlandse Eerste Kamer in de periode tussen de verkiezingen van 1926 en de verkiezingen van 1929. De zittingsperiode van de Eerste Kamer ging in op 23 september 1926 en eindigde op 17 september 1929. 
De Eerste Kamer telde 50 leden, gekozen door de leden van Provinciale Staten in de elf provincies. Eerste Kamerleden werden gekozen voor een termijn van zes jaar; om de drie jaar werd de helft van de Eerste Kamer vernieuwd.
| Naam                            | politieke partij                      | KG  | begindatum        | einddatum         | refs   |
| ------------------------------- | ------------------------------------- | --- | ----------------- | ----------------- | ------ |
| Anne Anema                      | Anti-Revolutionaire Partij            | IV  | 23 september 1926 | 19-09-1932 [ d ]  | [ 1 ]  |
| Johannes Arntz                  | Roomsch-Katholieke Staatspartij       | II  | 23 september 1926 | 19-09-1932 [ d ]  | [ 2 ]  |
| Samuel van den Bergh            | Vrijheidsbond                         | III | 18-09-1923 [ e ]  | 17 september 1929 | [ 3 ]  |
| Henricus Blomjous               | Roomsch-Katholieke Staatspartij       | I   | 18-09-1923 [ e ]  | 17 september 1929 | [ 4 ]  |
| Paul Briët                      | Anti-Revolutionaire Partij            | IV  | 23 september 1926 | 19-09-1932 [ d ]  | [ 5 ]  |
| Schelto van Citters             | Anti-Revolutionaire Partij            | II  | [ f ] [ g ]       | 19-09-1932 [ d ]  | [ 6 ]  |
| Hendrik Colijn                  | Anti-Revolutionaire Partij            | II  | 23 september 1926 | 20 augustus 1929  | [ 7 ]  |
| Jelle Croles                    | Anti-Revolutionaire Partij            | III | 18-09-1923 [ e ]  | 17 september 1929 | [ 8 ]  |
| Piet Danz                       | Sociaal-Democratische Arbeiderspartij | IV  | 23 september 1926 | 19-09-1932 [ d ]  | [ 9 ]  |
| Pieter Diepenhorst              | Anti-Revolutionaire Partij            | II  | 23 september 1926 | 19-09-1932 [ d ]  | [ 10 ] |
| Pierre Dobbelmann               | Roomsch-Katholieke Staatspartij       | II  | 23 september 1926 | 19-09-1932 [ d ]  | [ 11 ] |
| David van Embden                | Vrijzinnig-Democratische Bond         | III | 18-09-1923 [ e ]  | 17 september 1929 | [ 12 ] |
| Wybe Fransen                    | Roomsch-Katholieke Staatspartij       | III | 18-09-1923 [ e ]  | 17 september 1929 | [ 13 ] |
| Joan Gelderman                  | Vrijheidsbond                         | II  | 12 juni 1928      | 19-09-1932 [ d ]  | [ 14 ] |
| Nicolaas de Gijselaar           | Christelijk-Historische Unie          | IV  | 23 september 1926 | 19-09-1932 [ d ]  | [ 15 ] |
| Piet Haazevoet                  | Roomsch-Katholieke Staatspartij       | III | 18-09-1923 [ e ]  | 14 februari 1928  | [ 16 ] |
| Oscar Haffmans                  | Roomsch-Katholieke Staatspartij       | I   | 18-09-1923 [ e ]  | 17 september 1929 | [ 17 ] |
| Joan Heerkens Thijssen          | Roomsch-Katholieke Staatspartij       | III | 18-09-1923 [ e ]  | 17 september 1929 | [ 18 ] |
| Louis Hermans                   | Sociaal-Democratische Arbeiderspartij | II  | 23 september 1926 | 19-09-1932 [ d ]  | [ 19 ] |
| Abraham van der Hoeven          | Christelijk-Historische Unie          | IV  | 23 september 1926 | 19-09-1932 [ d ]  | [ 20 ] |
| François Janssen                | Roomsch-Katholieke Staatspartij       | I   | 18-09-1923 [ e ]  | 17 september 1929 | [ 21 ] |
| Petrus de Jong                  | Roomsch-Katholieke Staatspartij       | I   | 18-09-1923 [ e ]  | 17 september 1929 | [ 22 ] |
| Jan Koster                      | Vrijheidsbond                         | IV  | 23 september 1926 | 19-09-1932 [ d ]  | [ 23 ] |
| Jan van der Lande               | Roomsch-Katholieke Staatspartij       | II  | 23 september 1926 | 19-09-1932 [ d ]  | [ 24 ] |
| Willem van Lanschot             | Roomsch-Katholieke Staatspartij       | I   | 18-09-1923 [ e ]  | 17 september 1929 | [ 25 ] |
| George Lindeijer                | Sociaal-Democratische Arbeiderspartij | I   | 18-09-1923 [ e ]  | 17 september 1929 | [ 26 ] |
| Maup Mendels                    | Sociaal-Democratische Arbeiderspartij | II  | 23 september 1926 | 19-09-1932 [ d ]  | [ 27 ] |
| George Michiels van Kessenich   | Roomsch-Katholieke Staatspartij       | I   | 18-09-1923 [ e ]  | 17 september 1929 | [ 28 ] |
| Piet Moltmaker                  | Sociaal-Democratische Arbeiderspartij | I   | 18-09-1923 [ e ]  | 17 september 1929 | [ 29 ] |
| Robert de Muralt                | Vrijheidsbond                         | I   | 18-09-1923 [ e ]  | 17 september 1929 | [ 30 ] |
| Assueer van Nagell              | Vrijheidsbond                         | II  | 23 september 1926 | 20 april 1928     | [ 31 ] |
| Frans Ossendorp                 | Sociaal-Democratische Arbeiderspartij | IV  | 23 september 1926 | 19-09-1932 [ d ]  | [ 32 ] |
| Henri Polak                     | Sociaal-Democratische Arbeiderspartij | III | 18-09-1923 [ e ]  | 17 september 1929 | [ 33 ] |
| Rommert Pollema                 | Christelijk-Historische Unie          | III | 12 juni 1928      | 17 september 1929 | [ 34 ] |
| Carry Pothuis-Smit              | Sociaal-Democratische Arbeiderspartij | III | 18-09-1923 [ e ]  | 17 september 1929 | [ 35 ] |
| Paul Reymer                     | Roomsch-Katholieke Staatspartij       | III | 13 maart 1928     | 9 augustus 1929   | [ 36 ] |
| Pieter Rink                     | Vrijheidsbond                         | IV  | 23 september 1926 | 19-09-1932 [ d ]  | [ 37 ] |
| Eltjo Rugge                     | Sociaal-Democratische Arbeiderspartij | II  | 23 september 1926 | 19-09-1932 [ d ]  | [ 38 ] |
| Bonifacius de Savornin Lohman   | Christelijk-Historische Unie          | I   | 18-09-1923 [ e ]  | 17 september 1929 | [ 39 ] |
| Marcus Slingenberg              | Vrijzinnig-Democratische Bond         | IV  | 23 september 1926 | 19-09-1932 [ d ]  | [ 40 ] |
| Harm Smeenge                    | Vrijheidsbond                         | II  | 23 september 1926 | 19-09-1932 [ d ]  | [ 41 ] |
| Alphonsus Steger                | Roomsch-Katholieke Staatspartij       | IV  | 23 september 1926 | 19-09-1932 [ d ]  | [ 42 ] |
| Aart de Veer                    | Anti-Revolutionaire Partij            | I   | 18-09-1923 [ e ]  | 17 september 1929 | [ 43 ] |
| Franciscus Verheyen             | Roomsch-Katholieke Staatspartij       | I   | 18-09-1923 [ e ]  | 2 mei 1929        | [ 44 ] |
| Herman Verkouteren              | Christelijk-Historische Unie          | III | 18-09-1923 [ e ]  | 17 september 1929 | [ 45 ] |
| Willem de Vlugt                 | Anti-Revolutionaire Partij            | III | 18-09-1923 [ e ]  | 17 september 1929 | [ 46 ] |
| Jan van Voorst tot Voorst       | Roomsch-Katholieke Staatspartij       | IV  | 23 september 1926 | 19-09-1932 [ d ]  | [ 47 ] |
| Willem de Vos van Steenwijk     | Christelijk-Historische Unie          | II  | 23 september 1926 | 19-09-1932 [ d ]  | [ 48 ] |
| Luutzen de Vries                | Christelijk-Historische Unie          | III | 18-09-1923 [ e ]  | 2 mei 1928        | [ 49 ] |
| Otto van Wassenaer van Catwijck | Christelijk-Historische Unie          | II  | 23 september 1926 | 19-09-1932 [ d ]  | [ 50 ] |
| Jan Westerdijk                  | Vrijzinnig-Democratische Bond         | II  | 23 september 1926 | 19-09-1932 [ d ]  | [ 51 ] |
| Floor Wibaut                    | Sociaal-Democratische Arbeiderspartij | III | 18-09-1923 [ e ]  | 17 september 1929 | [ 52 ] |
| Petrus de Wit                   | Roomsch-Katholieke Staatspartij       | I   | 18-09-1923 [ e ]  | 17 september 1929 | [ 53 ] |
| Arie de Zeeuw                   | Sociaal-Democratische Arbeiderspartij | IV  | 23 september 1926 | 19-09-1932 [ d ]  | [ 54 ] |